# Acronicta galvagnii
Acronicta galvagnii är en fjärilsart som beskrevs av Karl Schawerda 1916. Acronicta galvagnii ingår i släktet Acronicta och familjen nattflyn. Inga underarter finns listade i Catalogue of Life.